# Gundadalur

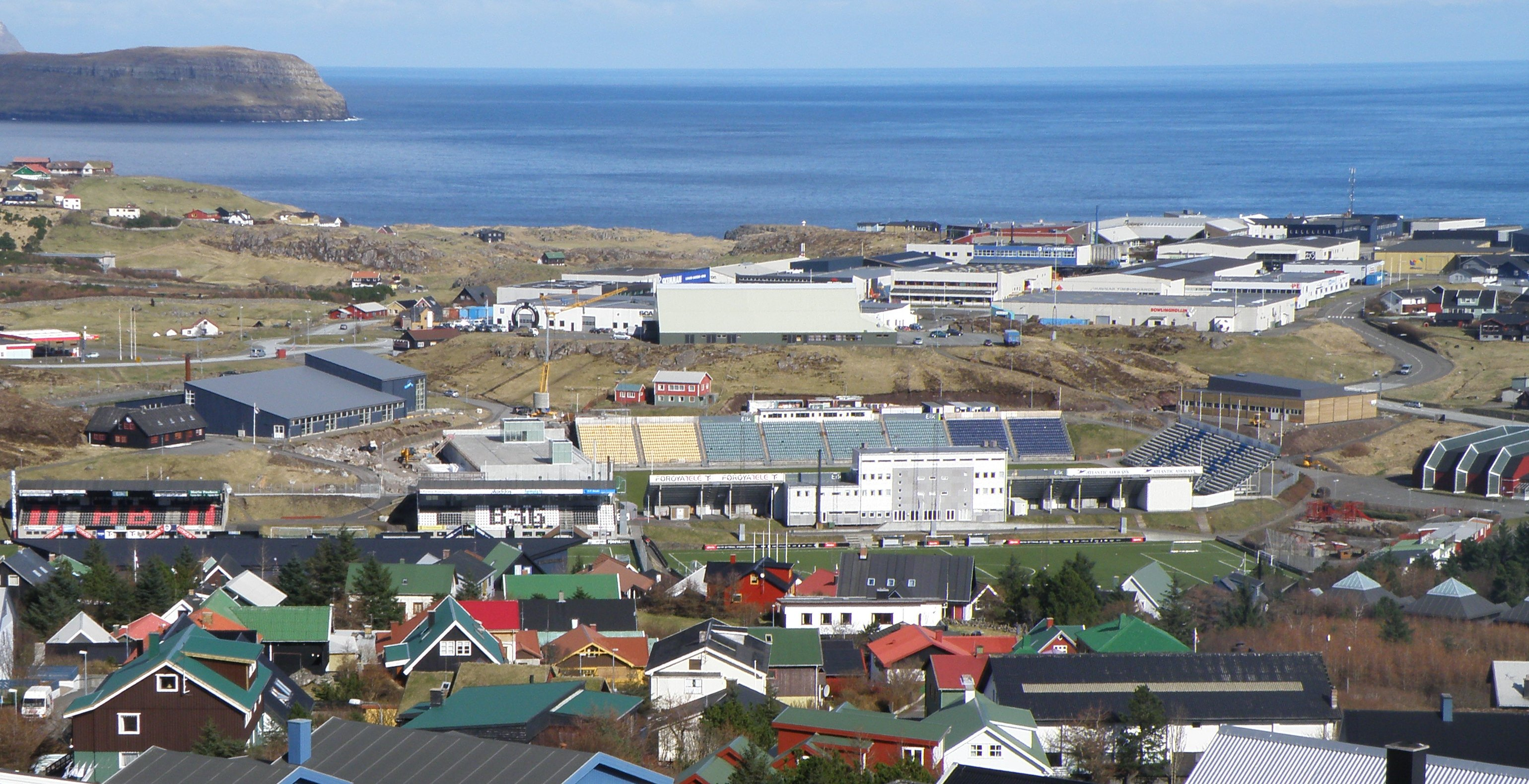
Vista de Gundadalur y Hálsi, el área deportiva de Tórshavn.

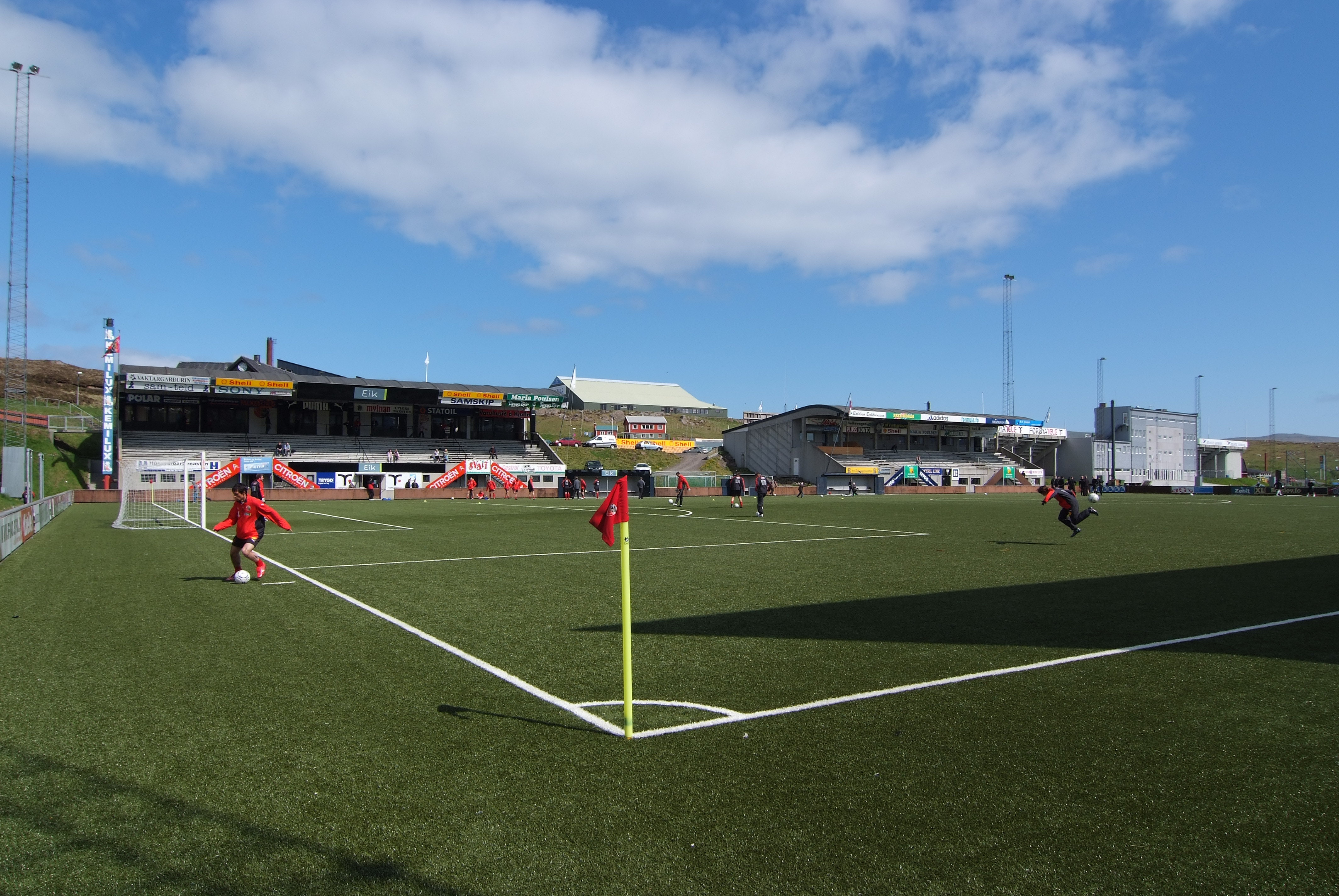
Gundadalur en Tórshavn, estadio de los equipos de fútbol HB Tórshavn y B36 Tórshavn.

Gundadalur es el nombre de una área deportiva en Tórshavn (Islas Feroe, Dinamarca). Cuenta con diferentes campos de fútbol y para otros deportes. También se ubica ahí el estadio Tórsvøllur.
El actual estadio Gundadalur es sede de los equipos HB Tórshavn y B36 Tórshavn, este situado a lado del Tórsvøllur. Fue inaugurado en 1911 e tiene capacidad para 7500 espectadores.

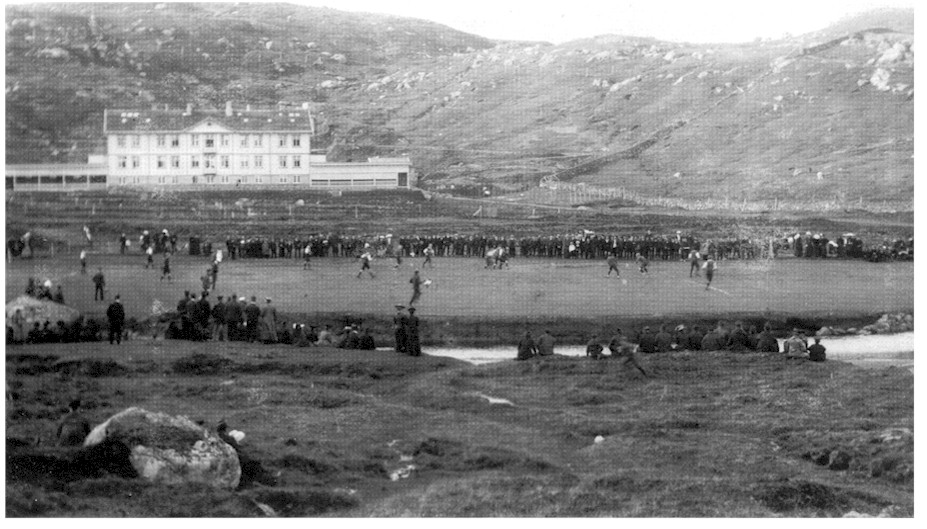
Hoydalar, 18 de julio de 1909: Primer foto de un partido de fútbol entre 2 equipos de Islas Faroe. HB Tórshavn (white arms) ganó 3-1 a TB Tvøroyri.

- Datos: Q221052
- Multimedia: Gundadalur Stadium / Q221052